# 女皇公園 (溫哥華)
49°14′32″N 123°06′54″W / 49.242222°N 123.115°W

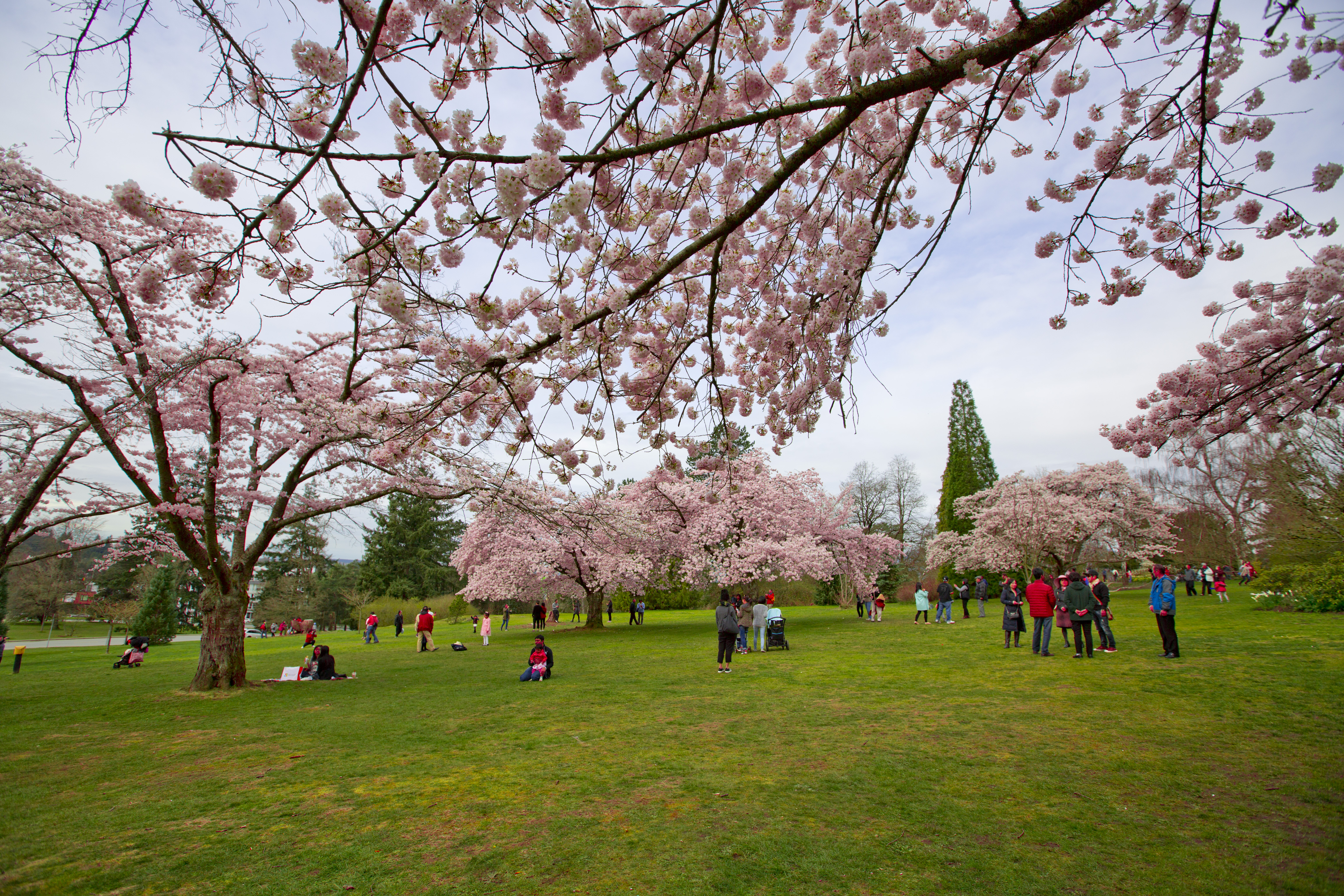
公園内的櫻花

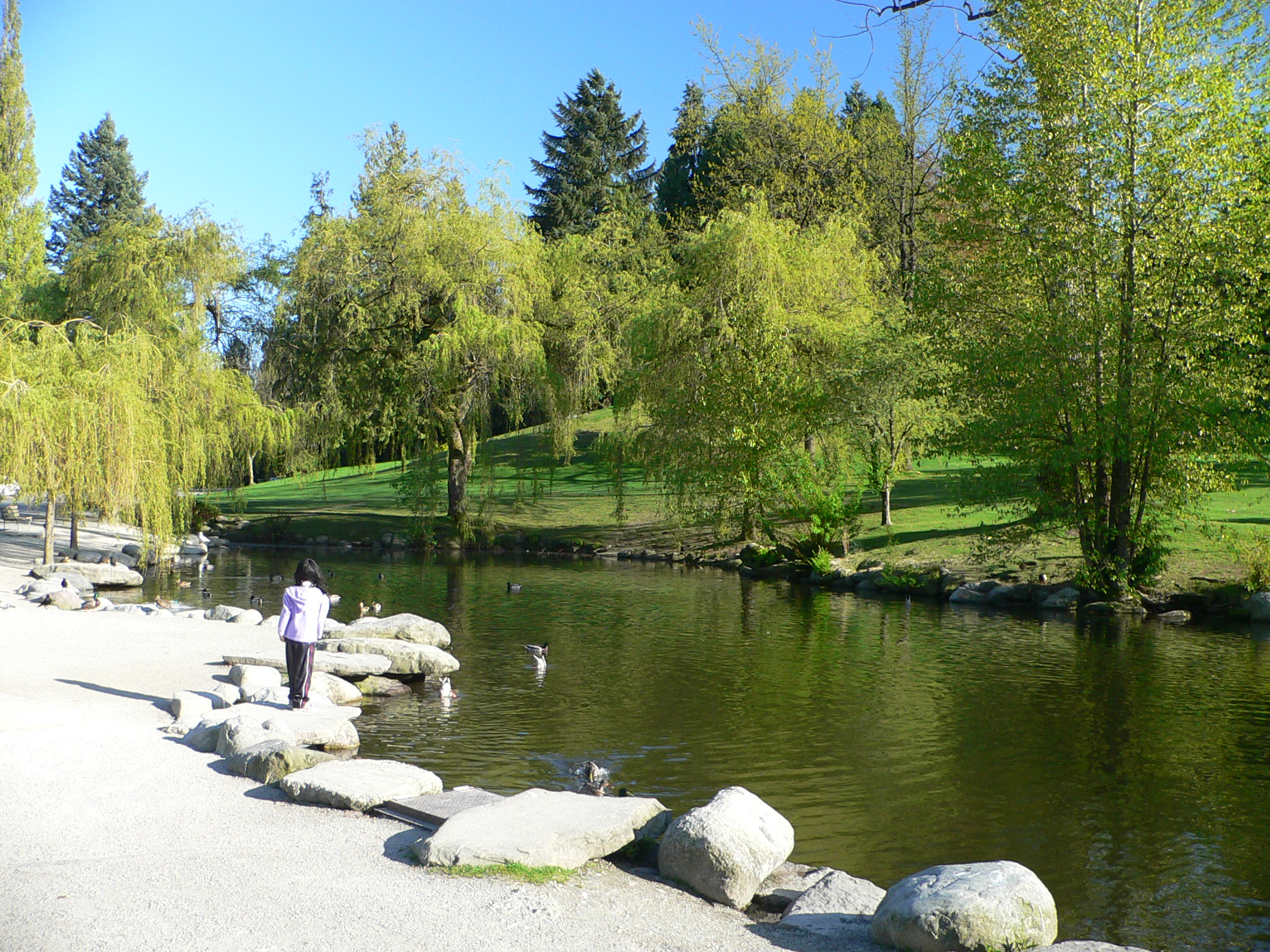
公園内的水池

女皇公園（英語：Queen Elizabeth Park，簡稱QE Park），又稱伊利沙伯皇后公園，是一個位於加拿大卑詩省溫哥華的市區公園。公園座落甘比街夾33街一帶，離海平面152米，是溫市的地理最高點。公園佔地52.78公頃，每年遊人數目達600萬人次，為溫哥華繼史丹利公園後年度遊人數目第二多的公園。

## 歷史
公園所在之處過去為一玄武岩採石場，業權屬於加拿大太平洋鐵路公司，從該處開採的石頭被用作溫哥華早期街道的路基。採石場於1911年關閉後，該片土地荒廢多年，到1928年才被溫哥華市、南溫哥華自治區和灰角自治區聯手以10萬元購入。（南溫哥華和灰角於1929年併入溫哥華市。）然而，經濟大蕭條卻令該處的發展原地踏步。為了紀念和皇后伊莉莎白·鮑斯-萊昂於1939年造訪溫哥華，這片土地於1940年命名為「伊利沙伯皇后公園」（Queen Elizabeth Park）。當地華人誤譯為「女皇公園」，譯名沿用至今。
公園的發展在二戰期間再度停滯，工程到1948年在溫哥華公園局副主管威廉·利文斯東的領導下才全面展開。採石場山坡到1949年10月已變成一個植物園，而採石場花園亦於1953年至1954年間完成。普蘭提斯·布魯代爾（Prentice Bloedel）於1969年向公園局捐贈100萬元；該筆款項被用作在公園内興建廣場、有蓋行人徑、噴水池和熱帶雨林溫室，而溫室也以布魯代爾命名為布魯代爾花鳥保護園（Bloedel Floral Conservatory）。
溫哥華市政府於2009年面臨財政短缺，因此曾考慮關閉熱帶溫室。消息傳出後，多個團體曾提出方案希望保留溫室，而公園局則於2010年7月通過與私營的范度森植物園聯手運作溫室。

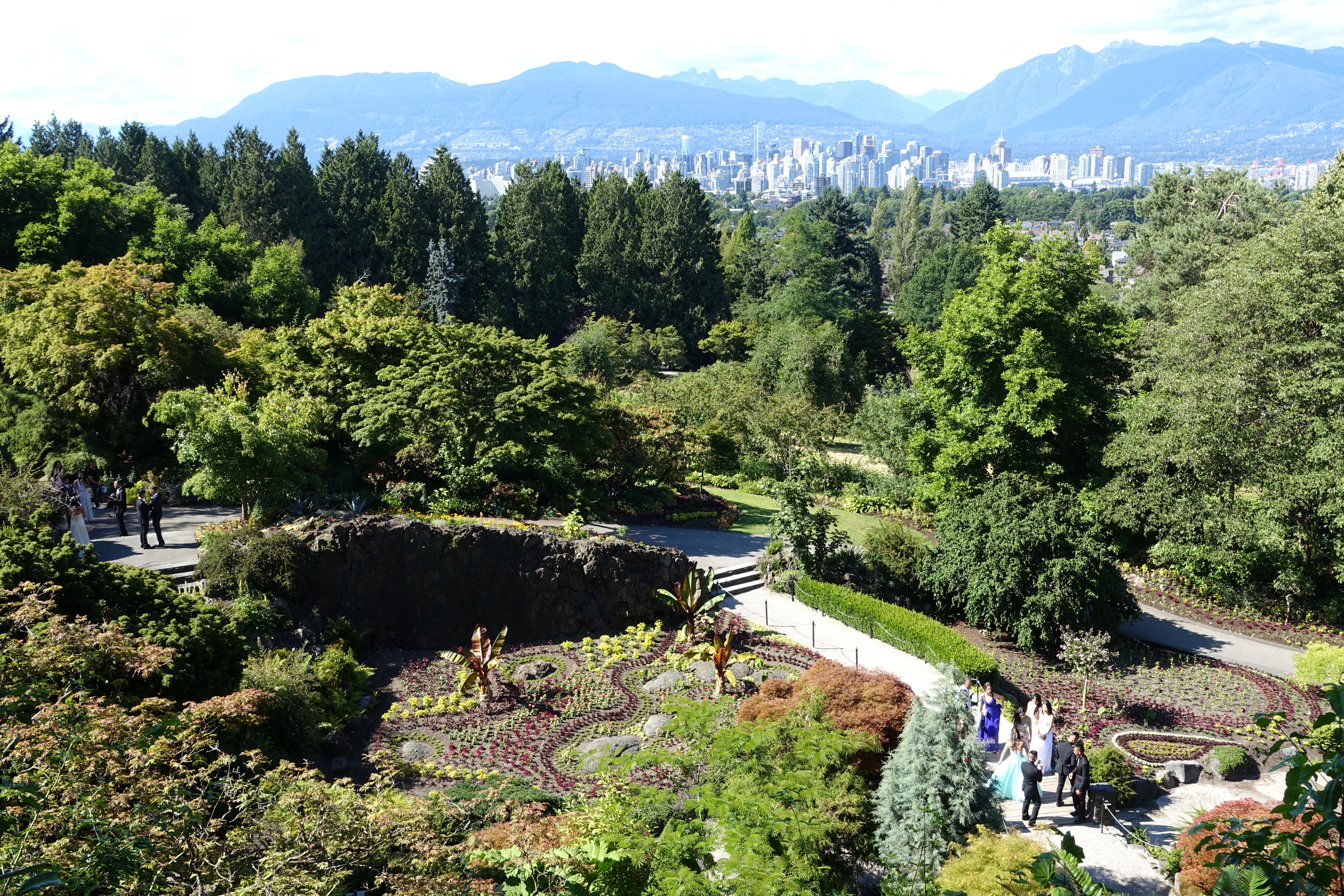
Small Quarry Garden
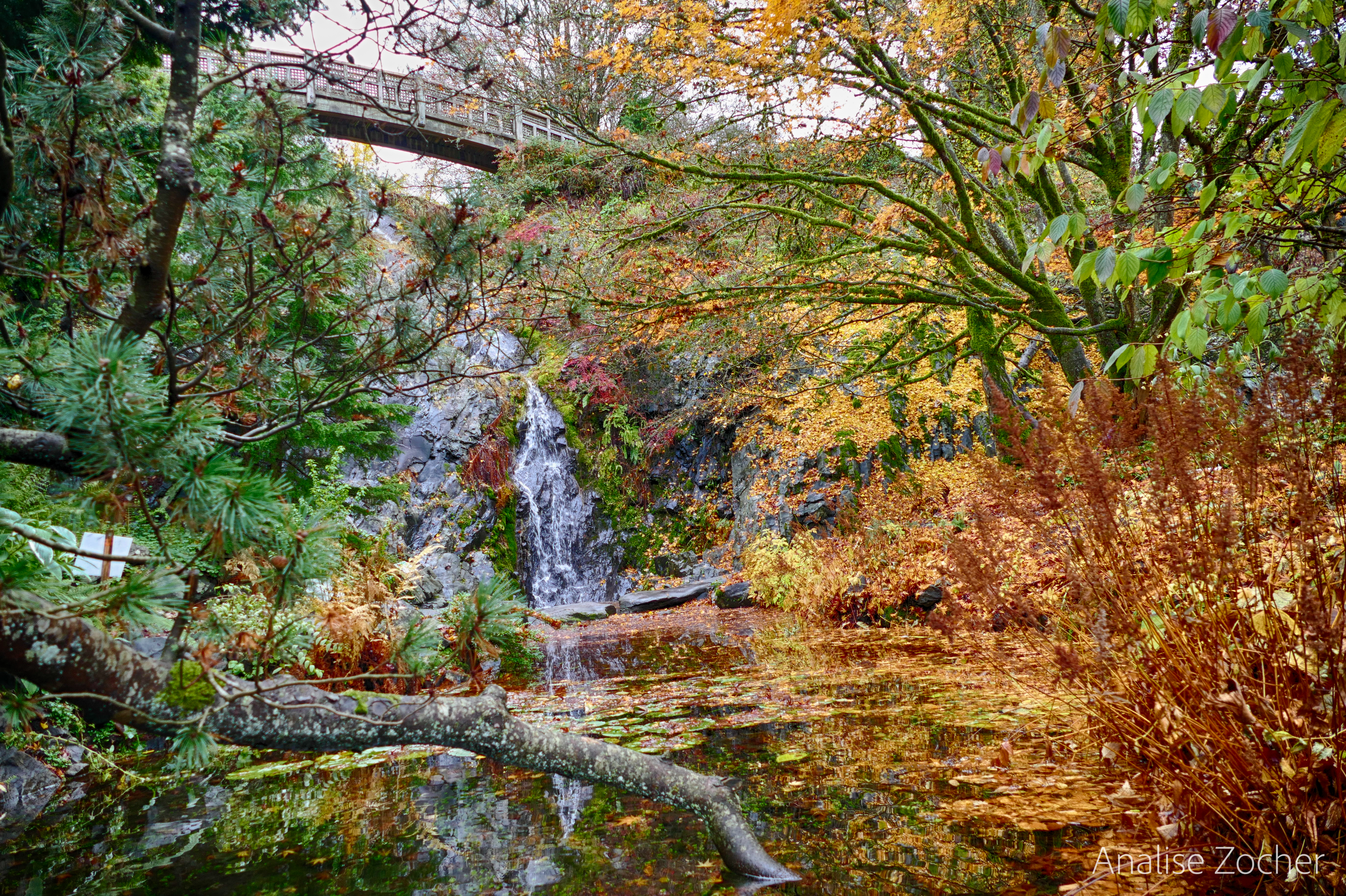
秋天的公園
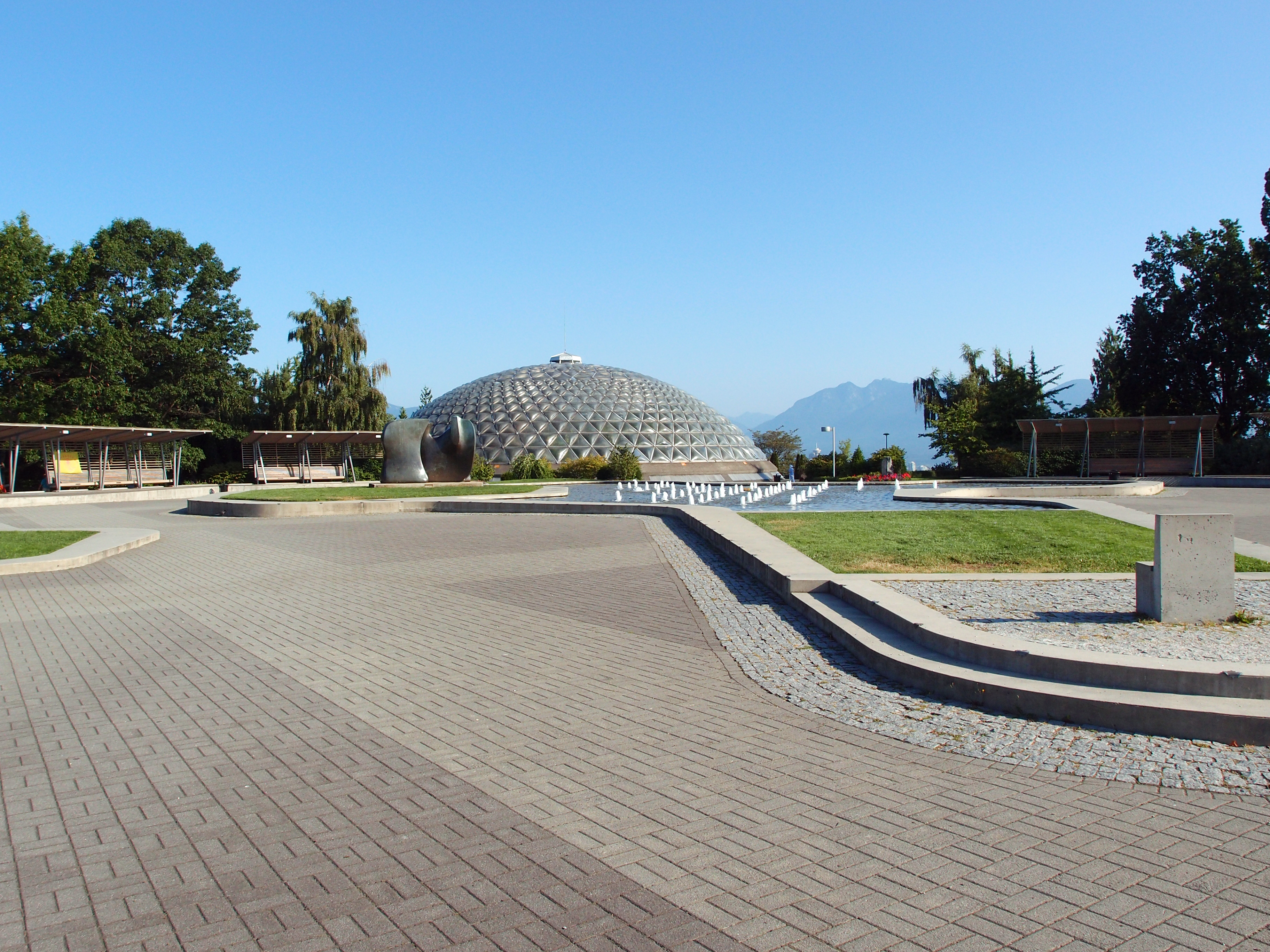
熱帶溫室
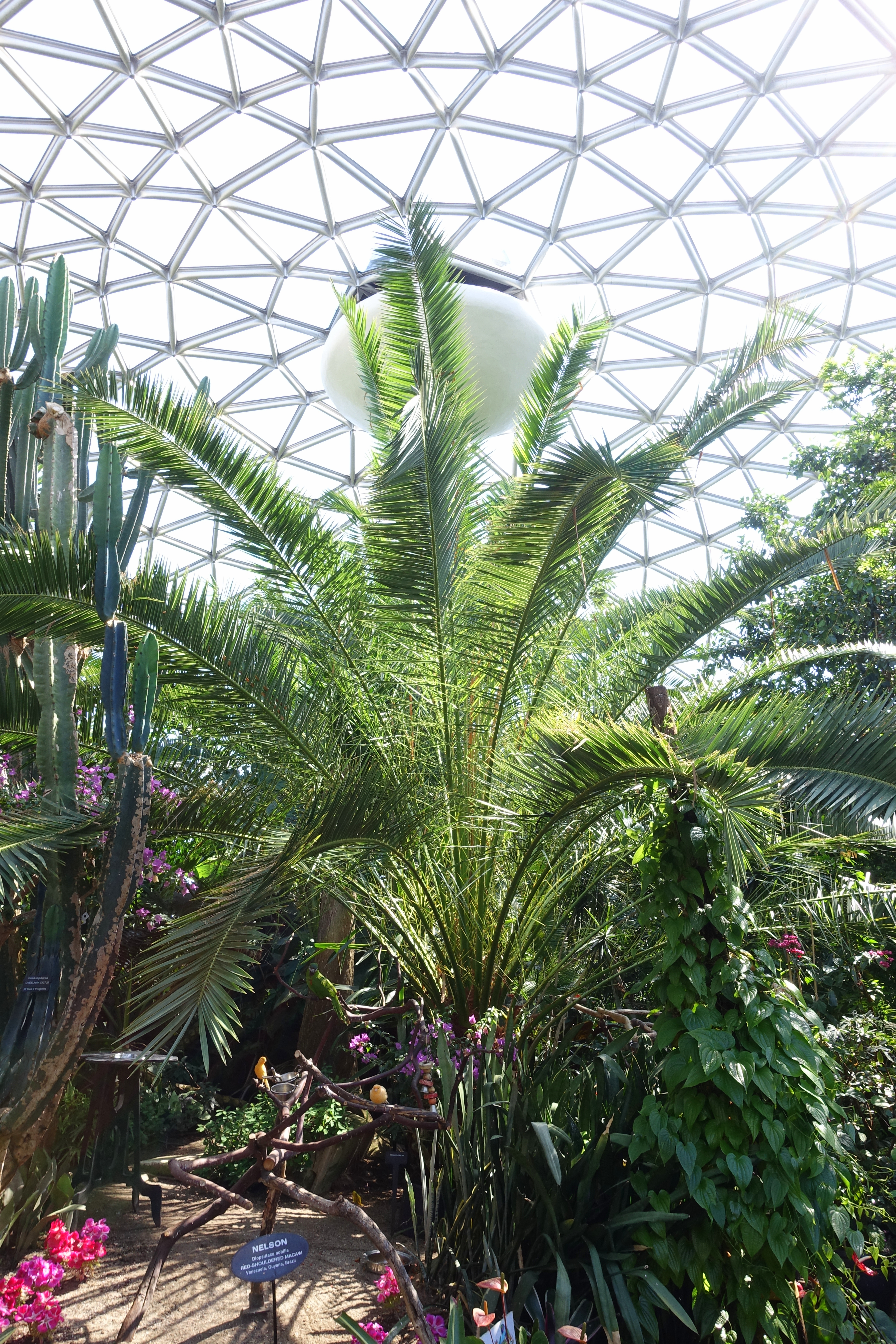
熱帶溫室內貌